# 남아프리카 공화국 대통령

남아프리카 공화국의 국장

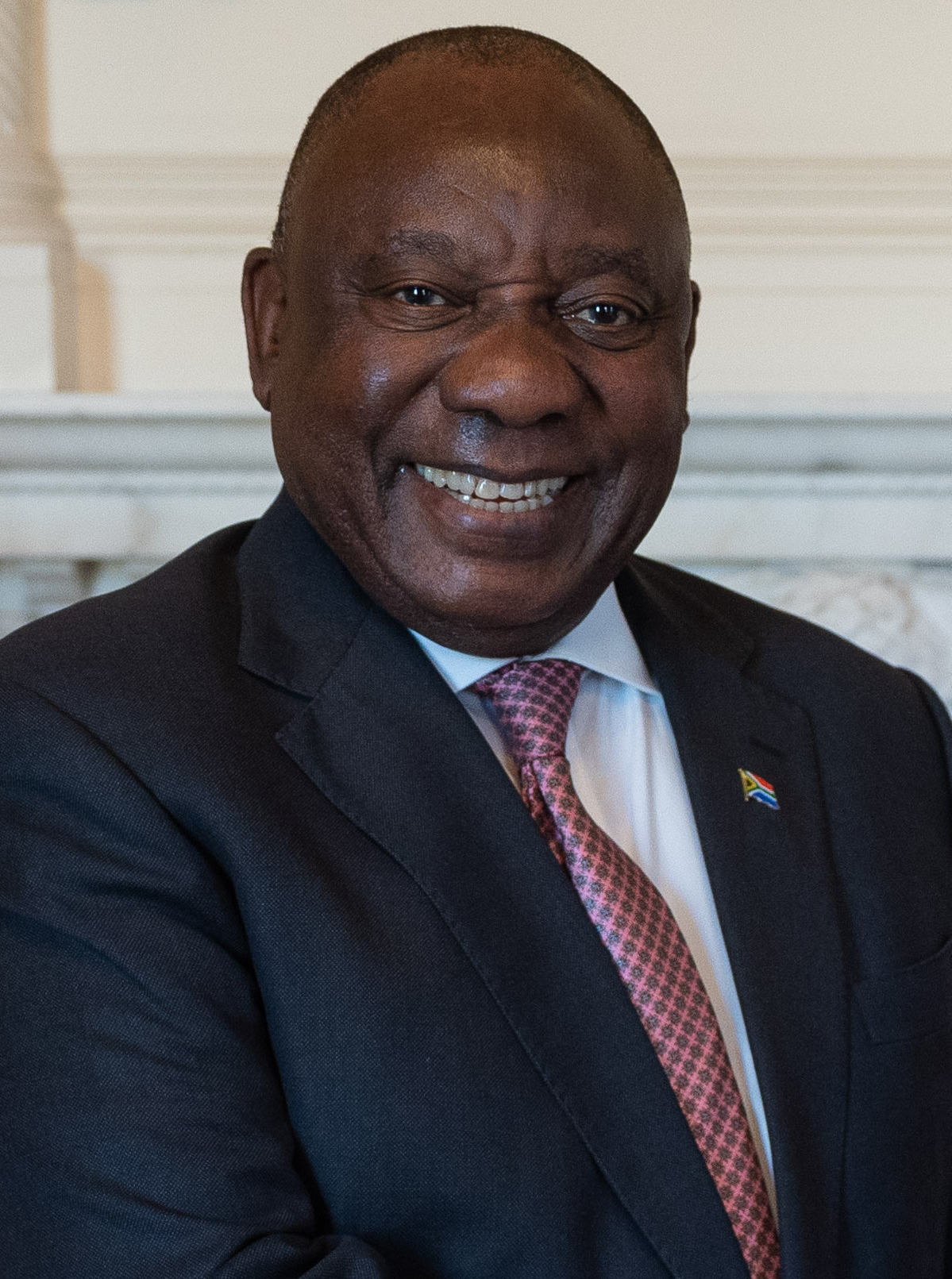
현재 대통령인 시릴 라마포사

남아프리카 공화국의 대통령(영어: President of the
Republic of South Africa, 아프리칸스어: President van Suid-Afrika)은 남아프리카 공화국의 국가 원수이며, 아파르트헤이트 철폐 이전에는 백인 (보어인) 들만이 대통령으로 선출되었으나, 아파르트헤이트 철폐 이후로는 흑인도 대통령이 될 권한을 가지고 있으며 임기는 5년 중임제이며 1번 중임은 가능하고 최대 임기는 10년이다.

## 역대 대통령
| #                                             | 이름                         | 이미지  | 출생연도 - 사망연도 | 취임일                    | 퇴임일                            | 정당                       |
| --------------------------------------------- | ---------------------------- | ------- | ------------------- | ------------------------- | --------------------------------- | -------------------------- |
| 아파르트헤이트 실시 당시의 남아공 (1961-1994) |                              |         |                     |                           |                                   |                            |
| 1                                             | 찰스 로버츠 스와트           |         | 1894–1982           | 1961년 5월 31일           | 1967년 6월 1일                    | 국민당 (남아프리카 공화국) |
| 2(예우상)                                     | 테오필루스 에벤하저 된게스   |         | 1898–1968           | 없음(취임 전 병으로 사망) | 없음(취임 전 병으로 사망)         | 국민당 (남아프리카 공화국) |
| 대리                                          | 요주아 프랑수아 나우데       |         | 1889-1969           | 1967년 6월 1일            | 1968년 4월 10일                   | 국민당 (남아프리카 공화국) |
| 2                                             | 야코부스 요하네스 포우체     | default | 1898-1980           | 1968년 4월 10일           | 1975년 4월 9일 (정계에서 사임)    | 국민당 (남아프리카 공화국) |
| 대리                                          | 요한 데 클레르크             |         | 1903-1979           | 1975년 4월 9일            | 1975년 4월 19일                   | 국민당 (남아프리카 공화국) |
| 3                                             | 니콜라스 요하너스 디데리흐스 | default | 1903-1978           | 1975년 4월 19일           | 1978년 8월 21일 (심장마비로 사망) | 국민당 (남아프리카 공화국) |
| 대리                                          | 마라이스 필윤                | default | 1915-2007           | 1978년 8월 21일           | 1978년 10월 10일                  | 국민당 (남아프리카 공화국) |
| 4                                             | 발타자르 요하너스 포스터     | default | 1915-1983           | 1978년 10월 10일          | 1979년 6월 4일 (정계에서 사임)    | 국민당 (남아프리카 공화국) |
| 5                                             | 마라이스 필윤                | default | 1915-2007           | 1979년 6월 4일            | 1984년 9월 3일                    | 국민당 (남아프리카 공화국) |
| 6                                             | 피터르 빌럼 보타             | default | 1916-2006           | 1984년 9월 3일            | 1989년 8월 15일 (정계에서 사임)   | 국민당 (남아프리카 공화국) |
| 대리                                          | 크리스 회니스                |         | 1927-2006           | 1989년 1월 19일           | 1989년 3월 15일                   | 국민당 (남아프리카 공화국) |
| 7                                             | 프레데리크 빌렘 데 클레르크  |         | 1936-2021           | 1989년 8월 15일           | 1994년 5월 10일                   | 국민당 (남아프리카 공화국) |
| 아파르트헤이트 철폐 이후의 남아공 (1994-현재) |                              |         |                     |                           |                                   |                            |
| 8                                             | 넬슨 만델라                  |         | 1918-2013           | 1994년 5월 10일           | 1999년 6월 16일                   | 아프리카 민족 회의         |
| 9                                             | 타보 음베키                  |         | 1942-               | 1999년 6월 16일           | 2008년 9월 24일                   | 아프리카 민족 회의         |
| 10                                            | 칼레마 모틀란테              |         | 1949-               | 2008년 9월 25일           | 2009년 5월 9일                    | 아프리카 민족 회의         |
| 11                                            | 제이컵 주마                  |         | 1942-               | 2009년 5월 9일            | 2018년 2월 14일                   | 아프리카 민족 회의         |
| 12                                            | 시릴 라마포사                |         | 1952-               | 2018년 2월 15일           | 2023년 2월 15일                   | 아프리카 민족 회의         |
| 13                                            | 시릴 라마포사                |         | 1952-               | 2023년 2월 15일           |                                   | 아프리카 민족 회의         |

## 같이 보기
- 남아프리카 공화국의 부통령